# Elmyr de Hory
 (décembre 2018).
Elmyr de Hory (de son vrai nom Elemér Albert Hoffmann), né le 14 avril 1906 en Hongrie et mort le 11 décembre 1976 à Ibiza, est un peintre et faussaire d'origine hongroise.

## Biographie

### Jeunesse
Contrairement à ce qu'il affirma à son biographe Clifford Irving, Elemér Albert Hoffmann est né de parents appartenant à la communauté juive des environs de Budapest ; son père était grossiste en objets manufacturés, et non pas membre de l'aristocratie austro-hongroise.
Âgé de dix-huit ans, il part s'installer à Munich, intégrant l'Akademie Heinmann, une école d'art réputée, pour y étudier la peinture classique. En 1926, il vient à Paris et s'inscrit à l'académie de la Grande Chaumière où il reçoit les cours de Fernand Léger.
Peu avant la Seconde Guerre mondiale, il retourne en Hongrie : proche d'un journaliste britannique, il est alors suspecté d'espionnage et enfermé dans une prison politique située en Transylvanie. Exécutant le portrait du commandant, celui-ci le remet en liberté. Il est alors arrêté par les Allemands et envoyé dans un camp de concentration pour son homosexualité, Elmyr ayant réussi à prouver qu'il était, non pas juif, mais de confession calviniste. Selon Irving, à la libération, il aurait été transféré dans un hôpital militaire berlinois, soigné, puis renvoyé en Hongrie. De là, il décide de revenir s'installer à Paris et de vivre de sa peinture.

### Le faussaire
Durant les années 1946-47, il s'associe à un galeriste parisien nommé Jacques Chamberlain avec lequel il voyage en Europe et en Amérique du Sud, revendant de faux dessins de Picasso. Floué par Chamberlain, Elmyr part s'installer aux États-Unis où il aurait essayé de vivre de son art. Bientôt, il se met à fabriquer de faux Modigliani, Matisse et Renoir qu'il revend à des galeries américaines par voie postale, utilisant de multiples fausses identités dont Louis Cassou, Joseph Dory, Joseph Dory-Boutin, Elmyr Herzog, Elmyr Hoffman… Au début des années 1950, il s'installe à Miami.
En 1955, le Fogg Art Museum lui achète plusieurs Matisse et quelque temps après, les autorités découvrent qu'ils sont faux : une enquête est alors diligentée. Cette même année, Joseph W. Faulkner, courtier en art basé à Chicago, porte plainte contre lui pour faux et usage de faux. Recherché au niveau fédéral, Elmyr s'enfuit au Mexique, puis réussit à revenir aux États-Unis après avoir payé une forte somme à un avocat.
Pour survivre, il fait du porte à porte, vendant des lithographies. Dépressif, il tente de mettre fin à ses jours. Durant un séjour à l'hôpital, il rencontre le marchand d'art français Fernand Legros qui le prend alors sous sa protection. Devenus amants et vivant à Miami, Elmyr et Legros mettent sur pieds un trafic de faux tableaux, inondant le marché européen dans les années 1960 et 1970. En 1958, le couple est rejoint par un jeune canadien, Réal Lessard, capable d'exécuter des copies de maîtres à la perfection. En 1959, Elmyr décide de retourner seul en Europe.
En 1962, grâce à l'argent de Legros, Elmyr s'installe à Ibiza. En 1964, l'enquête américaine progresse et Interpol est contacté : l'étau se resserrant autour de Elmyr, Legros décide de l'envoyer en Australie pendant une année.
En 1966, le scandale devient public : toutes les toiles exécutées par Elmyr, ou du moins, celles vendues par le biais de Legros, se révèlent être des pastiches de peintres connus. L'une des victimes, le millionnaire texan Algur H. Meadows (en) (1899-1978), se retrouve avec 56 faux tableaux et fait poursuivre Legros. Elmyr quitte Ibiza mais Legros et Lessard sont bientôt arrêtés et inculpés. Elmyr se rend aux autorités espagnoles en août 1968 et écope de deux mois de prison pour homosexualité, les charges de faussaire n'ayant pas pu être retenues contre lui, la cour ne pouvant prouver si les faux tableaux ont été peints ou non sur le sol espagnol.
Pour sa défense, Elmyr rejeta la faute sur Lessard et Legros, arguant du fait qu'il n'était qu'un simple copiste et qu'il ignorait tout du trafic. Ce même argument servit à Lessard. Quant à Legros, il prétendit qu'il était de bonne foi. Elmyr fut extradé d'Espagne en octobre 1968.

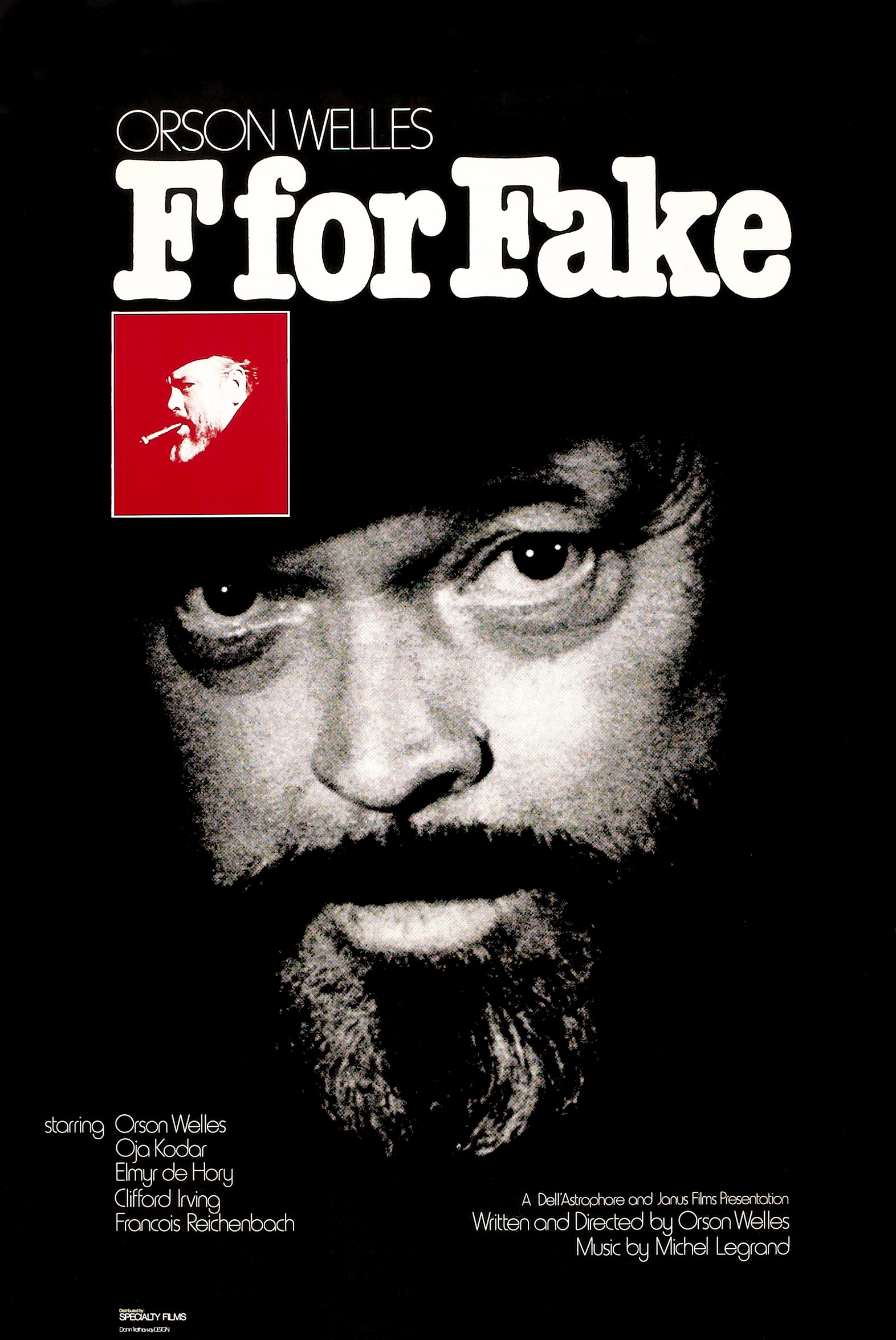
Elmyr de Hory apparaît dans le documentaire Vérités et Mensonges de François Reichenbach et Orson Welles, consacré au monde des faussaires.

Un an plus tard, il est de retour à Ibiza et devient alors une célébrité. Son autobiographie, rédigée par Clifford Irving, un journaliste d'investigation alors très en vue, est publiée et connaît un certain succès. François Reichenbach et Orson Welles débarquent à Ibiza et filment Elmyr, pour un projet de documentaire qui deviendra Vérités et Mensonges : il y raconte comment ses tableaux trompèrent certains experts.
Au début des années 1970, Elmyr tente de vivre de son art sous son nom d'artiste mais bientôt, la justice française réclame durant plusieurs mois aux autorités espagnoles son extradition dans le cadre de l'affaire Legros.
En novembre 1976 il expose des toiles à la galerie privée Bruagut,, galerie qui appartient au marchand d'art, et ami, Isidro Clot, aussi connu pour ses relations avec Salvador Dali.
C'est sa première exposition majeure en Espagne.
Le 11 décembre 1976, alors que Madrid est sur le point de livrer Elmyr à la police française, celui-ci avale une dose mortelle de somnifères et meurt dans les bras de son compagnon, Mark Forgy.

## Filmographie
- [vidéo] Jeff Oppenheim, Chasing Elmyr, documentaire, 2012
- Orson Welles, Vérités et Mensonges, semi-documentaire incorporant des séquences tournées par François Reichenbach, 1973
- Dimitri Pailhe,  Elmyr de Hory, le faussaire du siècle documentaire Arte